# Бернакки, Антонио
Антонио Бернакки (итал. Antonio Bernacchi; 21 июня 1685, Болонья ― 1 марта 1756, там же) ― итальянский оперный певец-кастрат (сопранист).
Пению учился у Франческо Пистокки и Джованни Антонио Ричьери, брал уроки контрапункта у Джузеппе Антонио Бернабеи в Мюнхене. На оперной сцене дебютировал в 1703 году в Генуе, затем много выступал практически во всех крупнейших городах Италии, исполняя партии в операх ведущих композиторов: Алессандро Скарлатти, Гаспарини, Орландини, Паллавичино, Винчи. С 1720 по 1727 год был придворным певцом при баварском дворе.
В 1716 году Бернакки впервые выступил в Лондоне в опере Алессандро Скарлатти «Пирр и Деметрий». Восхищённый его мастерством Георг Фридрих Гендель, работавший в то время в Англии, написал специально для него три дополнительных арии, а уже в следующем году Бернакки спел в операх самого Генделя «Ринальдо» и «Амадис». В 1729 по приглашению Генделя Бернакки вновь приехал в Лондон, где участвовал в премьерах опер «Лотарь» и «Партенопа». Несмотря на то, что английская публика с бо́льшим восторгом относилась к Сенезино, Бернакки также пользовался успехом. В 1738 он покинул сцену, основав в Болонье певческую школу, в которой среди его учеников в разное время были Томазо Гвардуччи и Антон Рааф. В 1727 году некоторое время уроки у Бернакки брал Фаринелли. С 1722 года Бернакки был членом Филармонической академии Болоньи, в поздние годы изредка выступал в частных концертах в этом городе. Сохранилось несколько его сочинений: арии, дуэты, церковная музыка.
Партии в операх Генделя, написанные для Бернакки, предполагают наличие диапазона голоса от a (ля малой октавы) до f² (фа второй октавы), что говорит о том, что Бернакки мог брать более высокие ноты, чем Сенезино. Не обладая от природы исключительными способностями, он длительными упражнениями смог придать своему голосу гибкость и техническую виртуозность. Он часто украшал своё пение различной орнаментикой и фиоритурами, за что современниками подвергался критике.